# Cuvânt înrudit
În  lingvistica istorică, cuvintele înrudite sunt seturi de cuvinte care au fost moștenite direct dintr-un etimon dintr-o protolimbă comună. Alți termeni pentru același concept sunt cognat sau, mai puțin folosit, corespondent etimologic.
Deoarece schimbarea limbii poate avea efecte radicale atât asupra fonemelor, cât și asupra sensului unui cuvânt, cuvintele înrudite pot să nu fie evidente și adesea este nevoie de un studiu riguros al surselor istorice și de aplicarea metodei comparative pentru a stabili dacă lexemele sunt înrudite.
Cuvintele înrudite sunt diferite de cuvintele împrumutate, care sunt adoptate din limba donatoare fără să fi trecut printr-un proces natural de transformare fonetică și semantică în limba care le-a împrumutat.

## Exemple
Un exemplu de cuvinte înrudite din aceeași rădăcină indo-europeană sunt: night (engleză), Nacht (germană), nacht (olandeză, frizonă), nag (afrikaans), Naach (croată), natt (suedeză, norvegiană), nat (daneză), nátt (feroeză), nótt (islandeză), noc (cehă, slovacă, poloneză), ночь, noch (rusă), ноќ, noć (macedoneană), нощ, nosht (bulgară), ніч, nich (ucraineană), ноч, noch/noč (belarusă), noč (slovenă), noć (sârbo-croată), nakts (letonă), naktis (lituaniană), nos (galeză/Cymraeg), νύξ, nyx (greaca veche), νύχτα / nychta (greaca modernă), nakt- (sanscrită), natë (albaneză), nox, gen. sg. noctis (latină), nuit (franceză), noche (spaniolă), nueche (asturiană), noite (portugheză și galiciană), notte (italiană), nit (catalană), nuet/nit/nueit (aragoneză), nuèch / nuèit (occitană) și noapte (română). Toate acestea înseamnă „noapte” și derivă din proto-indo-europeana **nókʷts „noapte”. Limbile indo-europene au sute de astfel de seturi de cuvinte înrudite, deși puține dintre ele sunt atât de bine prezervate ca acesta.
Araba سلام salām, ebraica שלום shalom, siriacă neo-aramaică shlama și amharica selam „pace” sunt toate înrudite, derivate din proto-semiticul *šalām- „pace”.

## Caracteristici
Cuvintele înrudite nu trebuie neapărat să aibă același înțeles, deoarece pot suferi modificări semantice pe măsură ce limbile s-au dezvoltat independent. De exemplu, engleza starve și olandeza sterven „a muri” sau germana sterben „a muri” descind toate din același verb proto-germanic, *sterbaną „a muri”.
De asemenea, ele nu trebuie să arate sau să sune similar: engleza father, franceza père și armeana հայր (hayr) descind direct din proto-indo-europeana *ph₂tḗr. Un caz extrem este armeana երկու (erku) și engleza two, care descind din proto-indo-europeana *dwóh₁; schimbarea de sunet *dw > erk în armeană este regulată.
Paradigmele de conjugări sau declinări, a căror corespondență nu se poate datora în general hazardului, au fost adesea utilizate în evaluarea înrudirii. Cu toate acestea, dincolo de paradigme, morfosintaxa este adesea exclusă din evaluarea înrudirii între cuvinte, în principal pentru că structurile sunt de obicei considerate ca fiind mai supuse împrumuturilor. Cu toate acestea, structurile morfosintactice foarte complexe și non-triviale pot avea rareori întâietate asupra formelor fonetice pentru a indica rudenia. De exemplu, limba Tangut, limba Imperiului Xixia, și o limbă Horpa vorbită astăzi în Sichuan, Geshiza, prezintă amândouă o alternanță verbală care indică timpul, supunându-se acelorași restricții colocviale morfosintactice. Chiar și în lipsa unor corespondențe fonetice regulate între rădăcinile celor două limbi, structurile înrudite indică o înrudire secundară pentru rădăcini.

## Cuvinte înrudite false
Cuvinte înrudite false sunt perechi de cuvinte care par să aibă o origine comună, dar care de fapt nu au. De exemplu, latinescul habēre și germanul haben înseamnă ambele „a avea” și sunt similare din punct de vedere fonetic. Cu toate acestea, cuvintele au evoluat din rădăcini proto-indo-europene (PIE) diferite: haben, ca și engleza have, provine din PIE *kh₂pyé- „a apuca” și are cognatul latin capere „a apuca, a prinde, a captura”. Habēre, pe de altă parte, provine din PIE *gʰabʰ „a da, a primi” și, prin urmare, este înrudit cu engleza give și germana geben.

## Alți termeni asemănători
Cognatele se disting de alte tipuri de relații.
- Cuvintele împrumutate sunt cuvinte împrumutate dintr-o limbă în alta; de exemplu, românescul oraș este împrumutată din maghiarul város. Deși fac parte dintr-o singură stemă etimologică, acestea nu sunt cuvinte înrudite.

- Dublurile sunt perechi de cuvinte din aceeași limbă derivate dintr-un singur strămoș etimologic, care pot avea sensuri și utilizări similare, dar distincte. Adesea, unul este un cuvânt împrumutat, iar celălalt este forma nativă, sau s-au dezvoltat în dialecte diferite și apoi s-au regăsit împreună într-o limbă standard modernă. De exemplu, franceza veche boef este cognată cu engleza cow, astfel încât engleza cow și beef sunt dublete.

- Traducerile, sau echivalentele semantice, sunt cuvinte din două limbi diferite care au sensuri similare sau practic identice. Ele pot fi cognați, dar de obicei nu sunt. De exemplu, echivalentul german al cuvântului englez cow este Kuh, care este de asemenea cognat, dar echivalentul francez este vache, care nu are legătură.